# Ejersa Goro
Ejersa Goro es una ciudad ubicada al este de Etiopía, en los límites de la región de Oromía. Se encuentra a una elevación de 2 780 metros por encima del nivel del mar. Es un centro administrativo (o Woreda) de la región. Es conocida por ser el lugar de nacimiento de Haile Selassie (1892-1975), el último monarca del trono imperial de Etiopía.  
El emperador erigió una iglesia en dicha ciudad para conmemorar su natalicio llamada Kidane Mihret, bajo el patrocinio de Nuestra Señora de la Misericordia. En 2001, la casa de Ras Makonnen se había reducido a un "círculo de rocas". La iglesia todavía estaba de pie y en uso, aunque en peor estado que la mezquita con la que la ciudad contaba.
Al comienzo de la guerra del Ogadén, en el marco del conflicto etíope-somalí, Ejersa Goro fue capturado por unidades somalíes. Fue recapturado entre el 5 y el 9 de febrero de 1978 por unidades etíopes que avanzaban desde Kombolcha.